# Jů a Hele
Jů a Hele jsou plyšové postavy, které vystupují již od počátku v televizním Studiu Kamarád, vysílaném Československou televizí od ledna 1981 vždy v neděli dopoledne. Poprvé se však postavy na televizních obrazovkách představily již 19. října 1980 v pořadu Studio A a 16. listopadu 1980 v pořadu Děti ahoj!.
Jů je štíhlé a zelené postavy, Hele zavalité a žluté. Kontrastem k těmto dobrákům je zlobivý Muf Supermuf. Plyšákovi Jů propůjčuje hlas Jiří Lábus a plyšákovi Hele Ota Jirák. Původně Hele mluvil přibližně rok Milan Neděla. Vzájemně se oslovují kolego a hovoří o sobě ve středním rodě (např.: "To jste mělo říct dřív, moje milé zelené příteli. Víte, co bych si teď dalo, kolego?"). Při svém moderování si postavy s dětskými diváky povídají. Koncem osmdesátých let se Jů a Hele na čas z obrazovky vytratili, v devadesátých letech 20. století se na čas na televizní obrazovky vrátili v pořadu Jůhele neděle (1996-1999), například v dětském pořadu Edův pohádkový balík a Hřiště 7. Znovu bylo Studio Kamarád obnoveno i s těmito postavami v roce 2011.
Jejich rozloučení na konci každého pořadu zní: „Ahoj, kamarádi, máme vás rádi.“
Autorem postaviček Jů a Hele je kreslíř a výtvarník Stanislav Holý. Televizní dramaturgové se volně inspirovali konceptem pořadu The Muppet Show. Spoluautorkou postav byla dramaturgyně a scenáristka Anna Jurásková, což potvrdila jako těžký porod v pořadu Barvy života moderátorce Kamile Moučkové a potvrdil to ve své vzpomínce i dramaturg a scenárista Jiří Chalupa.
V současné době jsou podle nich vyráběni plyšáci, maňásci apod. Také jsou vyráběny převleky, které jsou používány na karnevalech.